# 下村英紀
下村 英紀（しもむら ひでのり、1951年9月28日 - ）は、日本の法学者（租税法）。元財務官僚。明治大学大学院グローバル・ビジネス研究科教授。

## 学歴
- 1951年、高知県出身。
- 茨城県立水戸第一高等学校卒業。1977年、明治大学商学部卒業。
- ハーバード・ロー・スクール留学。
- 国税庁、財務省、経済産業省等に勤務。
- 国税庁国際業務課長を経て、2005年から実務家教員（客員教授）として東北大学大学院経済学研究科会計専門職専攻（会計大学院）教授
- 2008年7月、金沢国税局長就任（2009年6月まで）[1][2]
- 2009年7月、福井県立大学経済学部教授就任[1]
- 2009年8月、税理士登録[1]
- 2010年4月、帝京大学経済学部教授就任[1]
- 2013年4月、明治大学大学院グローバル・ビジネス研究科教授就任[1]
- 2014年6月、ユアサ商事株式会社社外監査役就任[1]

## 専門分野
- 法人税法

## 主著
- 『法人税法』（同文舘出版、2005年）